# Zwaag

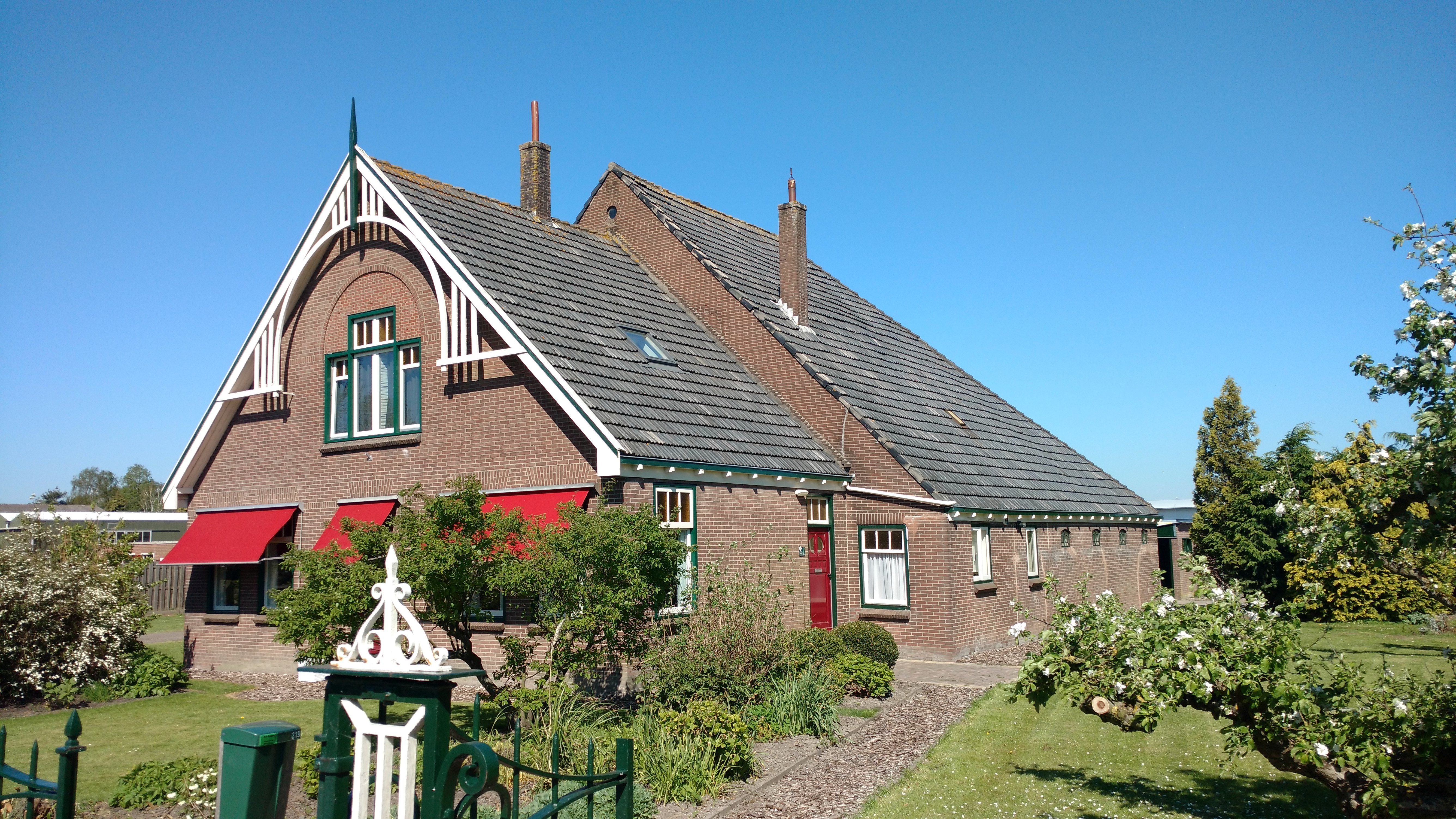
Zwaag: edificio lungo la Dorpsstraat

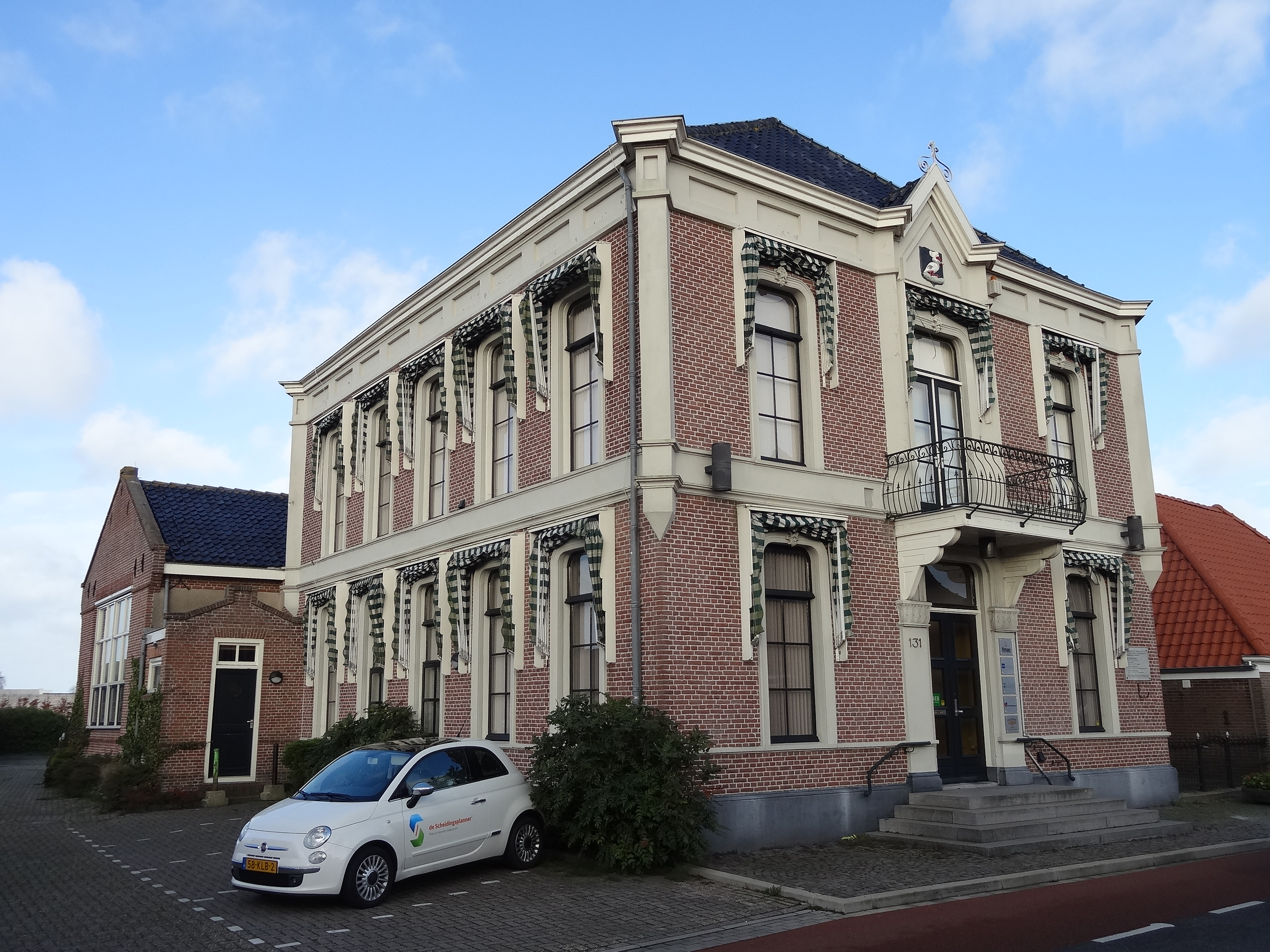
L'ex-municipio di Zwaag

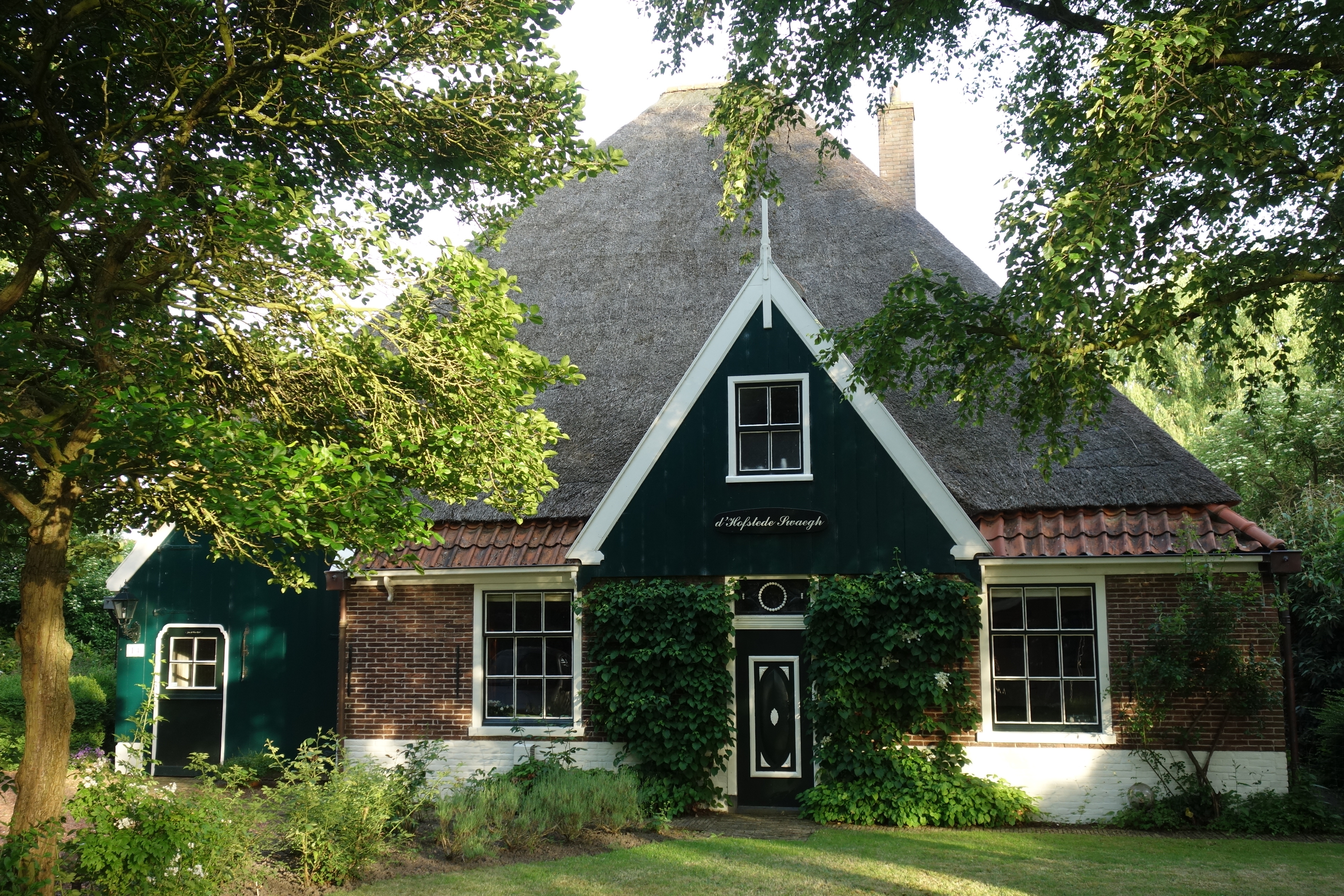
Zwaag: la Wulframhoeve

Zwaag è un villaggio di circa 17 000 abitanti del nord-ovest dei Paesi Bassi, facente parte della provincia dell'Olanda Settentrionale (Noord-Holland) e situato nella regione della Frisia Occidentale (West-Friesland).
Dal punto di vista amministrativo, si tratta di ex-comune, dal 1979 accorpato alla municipalità di Hoorn.

## Geografia fisica
Zwaag si trova a nord di Hoorn. Il territorio di Zwaag si estende in un'area di 6,23 km², di cui 0,12 km² sono costituiti da acqua.

## Storia

### Dalle origini ai giorni nostri
Il villaggio venne fondato intorno al XIII secolo.
Il 19 luglio 1406, Zwaag ottenne, assieme ad altre località della Frisia Occidentale, lo status di città.

### Simboli
Nello stemma di Zwaag è raffigurata una cicogna dorata su sfondo blu, che afferra con il becco un'aringa.
In origine, si pensa che nello stemma potesse essere raffigurato un airone, dato questo uccello si fermava spesso a Zwaag.

## Monumenti e luoghi d'interesse
Zwaag vanta 3 edifici classificati come rijksmonument e 42 edifici classificati come gemeentelijk monument.

### Architetture religiose

#### Dorpskerk o Sint-Maartenskerk
Il più antico edificio religioso di Zwaag è la Dorpskerk o Sint-Maartenskerk , situata lungo la Kerkelaan e risalente al XVI secolo.
All'interno del campanile si trova un orologio meccanico realizzato nel 1920 da Eijsbouts.

### Architetture civili

#### Municipio
Altro edificio d'interesse di Zwaag è l'ex-municipio, situato lungo la Dorpssstraat e realizzato nel 1869 su progetto dell'architetto P. Mager.

#### Wulframhoeve
Sempre lungo la Dorpsstraat si trova la Wulframhoeve, una fattoria risalente al 1840 ca.

## Società

### Evoluzione demografica
Al censimento del 2021, Zwaag contava una popolazione pari a 17 557 abitanti, in maggioranza (8839) di sesso maschile.
La popolazione al di sotto dei 16 anni era pari a 3 738 unità, mentre la popolazione dai 65 anni in su era pari a 2 624 unità.
La località ha conosciuto un progressivo incremento demografico dal 2013, quando contava 15 025 abitanti.